# Artur Aleksanjan
Artur Aleksanjan  (armeniska: Արթուր Ալեքսանյան) född den 21 oktober 1991 i Gjumri, Armenien, är en armenisk brottare som tog OS-guld i tungviktsbrottning vid de grekisk-romerska OS-brottningstävlingarna 2016 i Rio de Janeiro.
Tidigare tog han OS-brons i tungviktsbrottning vid de grekisk-romerska OS-brottningstävlingarna 2012 i London. Artur är även flerfaldig världsmästare, efter att ha tagit guld  i världsmästerskapen 2014, 2015 och samt 3-faldig Europamästare.
Vid olympiska sommarspelen 2020 i Tokyo tog Aleksanjan silver i 97-kilosklassen efter att förlorat finalen mot ryska Musa Jevlojev.